# Kempasagara, Magadi
Kempasagara là một làng thuộc tehsil Magadi, huyện Ramanagara, bang Karnataka, Ấn Độ.